# Yehoshua Amir
Yehoshua Amir (hebräisch יהושע עמיר, bis 1951 Hermann Falk Neumark; geboren am 1. Dezember 1911 in Duisburg; gestorben am 1. Dezember 2002 in Jerusalem) war ein israelischer Rabbiner, Historiker, Übersetzer und Hochschullehrer. Er war einer der ersten israelischen Denker, der sich mit jüdischer Theologie nach dem Holocaust auseinandersetzte. Darüber hinaus ein bedeutender Philo-Forscher.

## Familie und Jugend in Deutschland
Yehoshua Amir wurde am 1. Dezember 1911 als Hermann Neumark geboren. Seine Mutter Martha geb. Neumark verstarb 1924. Sein Vater Manass Neumark war liberaler Rabbiner der Duisburger jüdischen Gemeinde. Neumark wuchs mit zwei Schwestern und einem Bruder auf, seine Mutter starb 1924. Die Geschwister überlebten die Schoah in der Emigration, Manass Neumark starb am 21. Oktober 1942 im Ghetto Theresienstadt.
Nach der Abiturprüfung 1930 am Landfermann-Gymnasium in Duisburg, wo sein Vater nebenberuflich Hebräisch unterrichtet hatte, besuchte Neumark vorübergehend die Schule der jüdischen Jugend in Berlin.
1930 studierte Hermann Neumark kurzzeitig klassische Philologie an der Universität Bonn. Von 1931 bis 1933 setzte er sein Studium an der Friedrich-Wilhelms-Universität bei Elias Bickermann und Eduard Norden fort. In Berlin wurde ihm die Erlaubnis zur Promotion verweigert. Von 1933 bis 1937 war Neumark an der Universität Würzburg eingeschrieben und besuchte Veranstaltungen von Friedrich Pfister. In Würzburg promovierte er auch 1937 mit einer Dissertation über Philon von Alexandria, bei der Auswahl des Themas wurde er von Isaak Heinemann beraten. Wenige Wochen nach Neumarks Promotion trat eine Verordnung in Kraft, die ihn von der Prüfung ausgeschlossen hätte.
Von 1931 bis 1939 besuchte Neumark neben seinem Studium die Hochschule für die Wissenschaft des Judentums in Berlin. Er nahm an Bibelseminaren bei Martin Buber teil und erhielt Unterricht von dem Historiker Ismar Elbogen, von Leo Baeck und dem Philosophen Julius Guttmann. Gleichzeitig gab er privaten Hebräisch-Unterricht. 1939 schloss er seine Ausbildung zum Rabbiner ab.
Hermann Neumark war von 1928 bis 1934 Mitglied im Bund Jüdischer Pfadfinder, zunächst in Duisburg, später in Berlin. Von 1931 bis 1933 war er Mitglied der Sozialdemokratischen Partei Deutschlands und von 1934 bis 1938 Mitglied des Hechaluz.

## Auswanderung nach Palästina
Im Oktober 1939 scheiterte Hermann Neumarks erster Versuch, ein Einwanderungszertifikat für Palästina zu erhalten, da das britische Konsulat in Berlin nach Beginn des Zweiten Weltkriegs geschlossen worden war. Neumark konnte mit der Unterstützung des Palästinaamtes nach Italien reisen und beim britischen Konsulat in Rom ein Einwanderungszertifikat der Kategorie B3 (Studenten und Schüler, deren Unterhalt gesichert ist) erhalten.
Zur Absicherung seines Lebensunterhalts leistete Neumarks Familie Zahlungen auf der Grundlage des Ha’avara-Abkommens, mit denen deutschen Exporteuren Warenrechnungen in Reichsmark bezahlt wurden, und deren Warenwert in Palästina in Palästina-Pfund ausgezahlt werden sollte.
In Palästina wurde Neumarks Lebensunterhalt während der ersten Monate durch ein Darlehen der „Hitachduth Olej Germania“ (H.O.G.) gesichert, die bis heute als Vereinigung der Israelis mitteleuropäischer Herkunft (hebräisch אִרְגּוּן יוֹצְאֵי מֶרְכַּז אֵירוֹפָּה Irgūn Jōtz'ej Merkaz Ejrōpah, deutsch ‚Organisation der aus Mitteleuropa Stammenden‘) existiert. Als Sicherheit dienten die erwarteten Gelder der Haavarah, die aber aufgrund verschärfter Devisenbestimmungen der britischen Mandatsverwaltung nicht ankamen. Die H.O.G. ermöglichte Neumark auch den Besuch eines Kurses für Grundschullehrer, die in Palästina ohne gültige Unterrichtserlaubnis eingetroffen waren. Von 1939 bis 1947 gab er privat Unterricht in Hebräisch und Altgriechisch.
1941 meldete Hermann Neumark sich freiwillig zur britischen Armee und 1942 zur Haganah, wurde aber jeweils nach wenigen Wochen aus medizinischen Gründen entlassen. 1947 war er Mitglied der jüdischen Zivilverteidigung. Von 1947 bis 1949 diente er als Soldat in den Israelischen Verteidigungsstreitkräften und blieb bis 1956 Reservist.
Von 1949 bis 1963 und von 1965 bis 1966 war Amir Hebräisch-Lehrer in Etzion, dem ersten Jerusalemer Ulpan, wo junge Einwanderer mit Universitätsabschluss lebten und lernten. 1963 bis 1965 lehrte er Altgriechisch an der Universität Haifa.
1951 nahm Hermann Neumark den Namen Yehoshua Amir an. Im selben Jahr heiratete er Margalith Lissauer, geboren 1918, die die Schoah mit ihren beiden Söhnen versteckt in den Niederlanden überlebt hatte. Das Ehepaar Amir hatte zwei weitere Kinder, darunter den 1954 in Jerusalem geborenen Yehoyada Amir, Rabbiner und Hochschullehrer in Israel.

## Hochschullehrer in Israel und Deutschland
Yehoshua Amirs Forschungen und seine Veröffentlichungen behandeln vorwiegend das klassische griechische Judentum, insbesondere Leben und Werk des Philon von Alexandria. In den 1960er und 1970er Jahren begann er mit regelmäßigen Veröffentlichungen über Philon und wurde zu einem der bedeutendsten Philon-Forscher.
Ab 1966 war Amir Professor für jüdisch-hellenistische und moderne jüdische Philosophie und für klassische Geschichte an der Universität Tel Aviv. Ab 1970 übte er seine Professorentätigkeit in Teilzeit aus und war ebenfalls in Teilzeit Rabbiner der Emet we-Emunah-Synagoge. Von 1973 bis 1975 hielt er Vorlesungen an der Ben-Gurion-Universität des Negev.
Yehoshua Amir war von 1975 bis 1976 und in den 1980er Jahren Gastprofessor an der Gesamthochschule Duisburg und hielt Vorlesungen zum Judentum. Im November 1978 folgten eine Reihe öffentlicher Vorlesungen und die Teilnahme an Gedenkveranstaltungen in Deutschland zur Erinnerung an die Novemberpogrome 1938. Von 1979 bis 1980 war Amir Professor an der Hochschule für Jüdische Studien Heidelberg. Anschließend wirkte er hier auch als Gastprofessor. Eine ihm angetragen Ehrenpromotion aus Duisburg mochte er nicht annehmen. 
Amir war 1988 Mitglied des Jerusalemer Beirats des Leo Baeck Instituts.
Er starb im Dezember 2002 an seinem 91. Geburtstag in Jerusalem.

## Veröffentlichungen (Auswahl)
- Hermann Neumark: Die Verwendung griechischer und jüdischer Motive in den Gedanken Philons über die Stellung Gottes zu seinen Freunden. Dissertation, Universität Würzburg 1937.
- Yehoshua Amir: Philo and the Bible. In: Studia Philonica 1973, Band 2, ISSN 0093-5808.
- Yehoshua Amir: Die hellenistische Gestalt des Judentums bei Philon von Alexandrien. Neukirchener Verlag, Neukirchen-Vluyn 1983, ISBN 3-7887-0717-8.

### Übersetzungen Amirs in die hebräische Sprache (Auswahl)
- Yoc(h)anan Lewy: Philo Judaeus, Philosophical Writings, Oxford 1956 (Übersetzung Tel Aviv 1964).
- Martin Buber: Königtum Gottes, 1932 (Übersetzung Jerusalem 1965).
- Franz Rosenzweig: Stern der Erlösung, 1921 (Übersetzung Jerusalem 1970).
- Franz Rosenzweig: Zweistromland (Übersetzung 1978)
- Ismar Elbogen: Der jüdische Gottesdienst in seiner geschichtlichen Entwicklung, Leipzig 1913 (Übersetzung Tel Aviv 1972).

### Übersetzungen Amirs aus der hebräischen Sprache (Auswahl)
- Abraham Schalit: Herodes der Große. Der Mann und sein Werk. 2. Auflage, De Gruyter, Berlin 2015, ISBN 978-3-11-017036-8.